# Kvartace

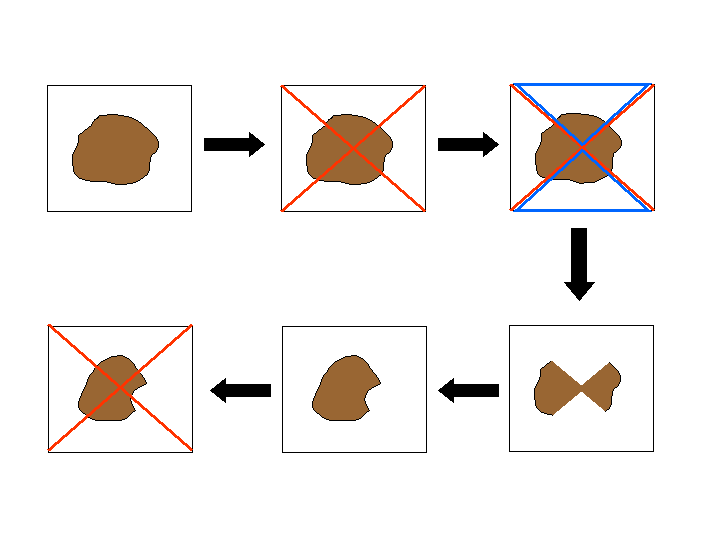
Schéma kvartace

Kvartace je proces získávání reprezentativního vzorku sypké povahy (půda, chemikálie apod.). Provádí se tak, že vzorek je vysušen a položen na pracovní desku. Zde je mísen. Následně je úhlopříčkami rozdělen na čtyři části, pomyslné trojúhelníky. Vždy protilehlé části jsou odstraněny a zbylé dvě části smíchány. Kvaratace se několikrát opakuje. Při odběru vzorků je nutno odebírat větší množství, aby nedošlo kvartací ke zmenšení vzorku pod únosnou míru. Po kvartaci následuje většinou drcení hrud a prosívání - poté analýza. Použití v praxi je například při kvartizování zeminy za účelem pedologického, či agrochemického rozboru.